# Вега (програма)
Вижте пояснителната страница за други значения на Вега.
Програмата Вега е съветска космическа програма за едновременно изследване на планетата Венера и на Халеевата комета през 1986 г. Поради това е наречена Вега, сливане от „Венера“ и „Галей“ (второто наименование е руското произношение на Халей).
На 15 и 21 декември 1984 г. с ракета Протон са изведени два безпилотни апарата - Вега 1 и Вега 2. Те достигат Венера на 8 и 13 юни 1985 г. На повърхността ѝ са изпратени двата спускаеми модула, а за изследване на високата атмосфера в нея са пуснати два аеростата. Те летят на дрейф следвайки посоката на вятъра и събират информация за климатичните особености на Венера. Вега 1 и Вега 2 продължават полета си в космическото пространство и на 6 и 9 март 1986 г. прелитат в близост до Халеевата комета. Правят снимки и изследвания на този космически обект.
В програмата участват още няколко държави: Австрия, България, Унгария, ГДР, Полша, Чехословакия, Франция и ФРГ Те предоставят прецизни измервателни уреди и модули за изследването на Венера и кометата.
Сондите Вега стават част от Халеевата армада, група от земни сонди, които изучават Халеевата комета по време на нейния перихелий през 1985-1986 г.

## Технически данни
Общата маса на всеки апарат с пълно оборудване е 4920 kg. „Вега“ се състоят от две части: орбитален модул с маса около 2,5 тона и спускаем апарат с маса около 2 тона. Спускаемият апарат се разделя на модул за приземяване и атмосферен аеростат.
Данните от модула за приземяване се ретранслират на Земята чрез орбиталния модул, а от аеростатните сонди – непосредствено на 60-70-метровите антени, разположени на територията на няколко държави, в това число СССР и САЩ.
В орбиталения модул Вега се намират следните научни уреди
- телевизионна система (СССР, Унгария, Франция);
- инфрачервен спектрометър (Франция);
- триканален спектрометър 0,3-1,7 мкм (България, СССР, Франция).
- мас-спектрометър за изучаване химичния състав на прахови частици (СССР, ФРГ, Франция);
- три брояча на прахови частици (СССР, Унгария);
- магнитомер (Австрия, СССР);
- спектрометър на кометна плазма (Унгария, СССР, ФРГ);
- спектрометър за енергийни частици (Унгария, СССР, ФРГ);
- измерител на неутралния газ (ФРГ, Унгария, СССР);
- анализатор на плазмените високочестотни вълни (СССР, Франция);
- анализатор на плазмените нискочестотни вълни (Полша, СССР, Чехословакия).

В спускаемия модул на Вега се намират следните научни уреди
- датчици за измерване температурата и налягането на атмосферата (СССР);
- спектрофотометър за изследване атмосферата на Венера (СССР, Франция);
- газов хроматограф за изучаване химичния състав на атмосферата и облачния слой на планетата (СССР);
- уред за анализ на елементния състав на облаковите аерозоли (СССР);
- спектрометър за получаване на данни за аерозолните слоеве в облаците на Венера (СССР);
- мас-спектрометър за изследване на облаците (СССР, Франция);
- измерител на влажността за определяне съдържанието на водни пари в атмосферата (СССР);
- спектрометър със загребващо почвата устройство за рентгенофлуоресцентен анализ на химичния състав на венерианския грунд (СССР);
- гама-спектрометър за определяне съдържанието на естествените радиоактивни елементи— уран, торий, калий във венерианските скални породи (СССР);
- прибор за определяне физикомеханичните свойства на повърхностния слой на грунда (СССР).

За изучаването състава на грунда спускаемият модул разполага с малка бормашина.
Аеростатната сонда има апаратура за метеорологични измервания (датчици за температура, налягане, скорост на вятъра, облачна плътност, светкавици в атмосферата) и е оборудован с хелиеви балони за многочасов дрейф в атмосферата.

## Полетът до Венера
Вега 1 и Вега 2 старират на 15 и 21 декември 1984 г. с ракета-носител Протон.
След 6 месеца полет апаратите преодоляват разстояние от 500 млн. km и се приближават към Венера. На 9 и 13 юни 1985 г. от „Вега-1“ и „Вега-2“ се отделят спускаемите апарати, които на 11 и 15 юни при навлизането си в атмосферата се разделят на модули за кацане и аеростатни сонди.

### Работа на модулите за приземяване
В процесът на спускане модулите измерват характеристиките на облачния слой и химичния състав на атмосферата. Измерена е концентрацията на сярна киселина в облаците, а също така е открита концентрация на сяра, хлор и вероятно фосфор. Плътността на облаците не е голяма (по земните мерки), концентрацията е максимална в два слоя, имащи ширина 3 – 5 km и разположени на височина 50 и 58 km.
Модулите за приземяване извършват меко кацане откъм нощната страна на Венера в района на равнината Русалка.
Приземяването на модула на „Вега-2“ е първото извършено във високопланински район, затова и анализът на грунда от тези места представлява особен интерес. След кацането са взети проби от грунда и проведени измервания на рентгенофлуоресцентните спектри на венерианските скални породи, които са близки с оливиновия габро-норит.
Гама-спектрометрите на „Вега“, предназначени за измерване съдържанието на уран, торий и калий във венерианските скални породи, започват работата си още при спускането на модулите на височина 25 км и функционират чак до края на работата на апаратите. В двете точки, на приземяване на модулите са открити скални породи с относително неголямо съдържание на естествени радиоактивни елементи.

### Работа на аеростатните сонди
Аеростатните сонди се спускат с парашути, а после са напълнени с хелий и започват дрейф в атмосферата на планетата на височина 50-60 km, провеждайки измервания на метеорологични параметри.
Налягането на тази височина е 0,5 атм, а температурата 40 °C.
Този облачен слой е най-плътния в атмосферата на Венера, и в него, както се е предполагало, най-отчетливо е трябвало да се прояви суперротацията в атмосферата на Венера – глобално въртене на атмосферата от изток на запад. Всяка сонда работи около 46 часа и за това време прелита под действието на вятъра около 12 хил. km със средна скорост 250 km/h, измервайки по трасето на полета температурата, налягането, вертикалните пориви на вятъра, разстоянието за видимост в облаците, средната осветеност и следи за наличие на светкавици. Първата сонда дрейфа паралелно с екватора в северното полукълбо, а втората – в южното.
Данните от сондите показват наличие на много активни процеси в облачния слой на Венера, характеризиращ се с мощни възходящи и низходящи потоци. Когато сондата „Вега-2“ прелита в района Афродита на височина 5 km, тя попада във въздушна яма и рязко се спуска с 1,5 km. Двете сонди откриват на нощната страна варираща осветеност и светкавици, от атмосферни бури. Аеростатният експеримент позволява да се получи нова, уникална информация за атмосферата на планетата.

## Изследване на Халеевата комета
„Вега“ и Халеевата комета се движат една срещу друга и скоростта при сближаването им е над 70 km/s. Ако апаратите бяха закъснели дори само с 1 час, то отклонението при сближаването щеше да е от порядъка на 100 хил. km Трудността се състои още и в това, че предварително е невъзможно да се определи траекторията на движение на кометата с необходимата точност.
Уточняването на орбитата на кометата е продължило чак до прелитането на „Вега“ край нейното ядро. Благодарение на информацията, получена от „Вега“, европейският апарат „Джото“ е насочен много по-точно към кометата(на разстояние около 600 км).
На 6 и 9 март 1986 г. „Вега“ прелита на разстояние съответно 8890 и 8030 km от ядото на кометата.
„Вега“ предават около 1500 снимки от вътрешните области на Халеевата комета и нейното ядро, информация за праховата обстановка вътре в кометата, характеристики на плазмата, измерват скоростта на изпарение на ледовете (40 тона в секунда при прелитането на „Вега“) и други данни. Изображение от ядрото на кометата е получено за пръв път в историята. Освен това апаратите откриват наличие на сложни органични молекули.